# Unió Progressista Senegalesa
La Unió Progressista Senegalesa (UPS) és un antic partit polític senegalès. Fundat l'any 1958, el 1976 va prendre el nom de Partit Socialista.